# Ichthydium armigerum
Ichthydium armigerum är en djurart som tillhör fylumet bukhårsdjur, och som beskrevs av Francesco Balsamo och Fregni 1995. Ichthydium armigerum ingår i släktet Ichthydium och familjen Chaetonotidae. Inga underarter finns listade i Catalogue of Life.